# Crveni Breg (okręg pirocki)
Crveni Breg (cyr. Црвени Брег) – wieś w Serbii, w okręgu pirockim, w gminie Bela Palanka. W 2011 roku liczyła 27 mieszkańców.